# Estación de San Clodio-Quiroga
San Clodio-Quiroga es una estación ferroviaria situada en la localidad de San Clodio, capital del municipio español de Ribas de Sil, en la provincia de Lugo, Galicia, que también da servicio al vecino municipio de Quiroga, situado a 2 km. Dispone de servicios de Larga y Media Distancia operados por Renfe.

## Situación ferroviaria
La estación se encuentra en el punto kilométrico 333,425 de la línea férrea de ancho ibérico que une León con La Coruña, a 246 metros de altitud, entre las estaciones de Freijeiro y de Soldón-Sequeiros. El tramo es de vía única y está electrificado.

## Historia
La estación fue abierta al tráfico el 4 de septiembre de 1883 con la puesta en marcha del tramo Oural-Toral de los Vados de la línea que pretendía unir Palencia con La Coruña. Las obras corrieron a cargo de la Compañía de los Ferrocarriles de Asturias, Galicia y León o AGL creada para continuar con los proyectos iniciados por la Compañía del Ferrocarril del Noroeste de España y gestionar sus líneas. En 1885, la mala situación financiera de AGL tuvo como consecuencia su absorción por parte de Norte. En 1941, la nacionalización del ferrocarril en España supuso la desaparición de esta última y su integración en la recién creada RENFE. 
Desde el 31 de diciembre de 2004 Renfe Operadora explota la línea mientras que Adif es la titular de las instalaciones ferroviarias.

## Servicios ferroviarios

### Larga distancia
Los servicios de Larga Distancia operados por Renfe permiten unir la estación con La Coruña o Vigo y con Barcelona gracias a servicios diurnos Alvia. 
Antes de la pandemia de COVID-19 disponía también de un servicio diurno Intercity al País Vasco y de servicios nocturnos Trenhotel a Barcelona y Madrid.

### Media Distancia
Los trenes de Media Distancia de Renfe cubren el trayecto entre Vigo y Ponferrada/León en un sentido y entre Ponferrada/León y Orense en el otro, y tienen una frecuencia de un tren diario por sentido.